# Krone der Anden

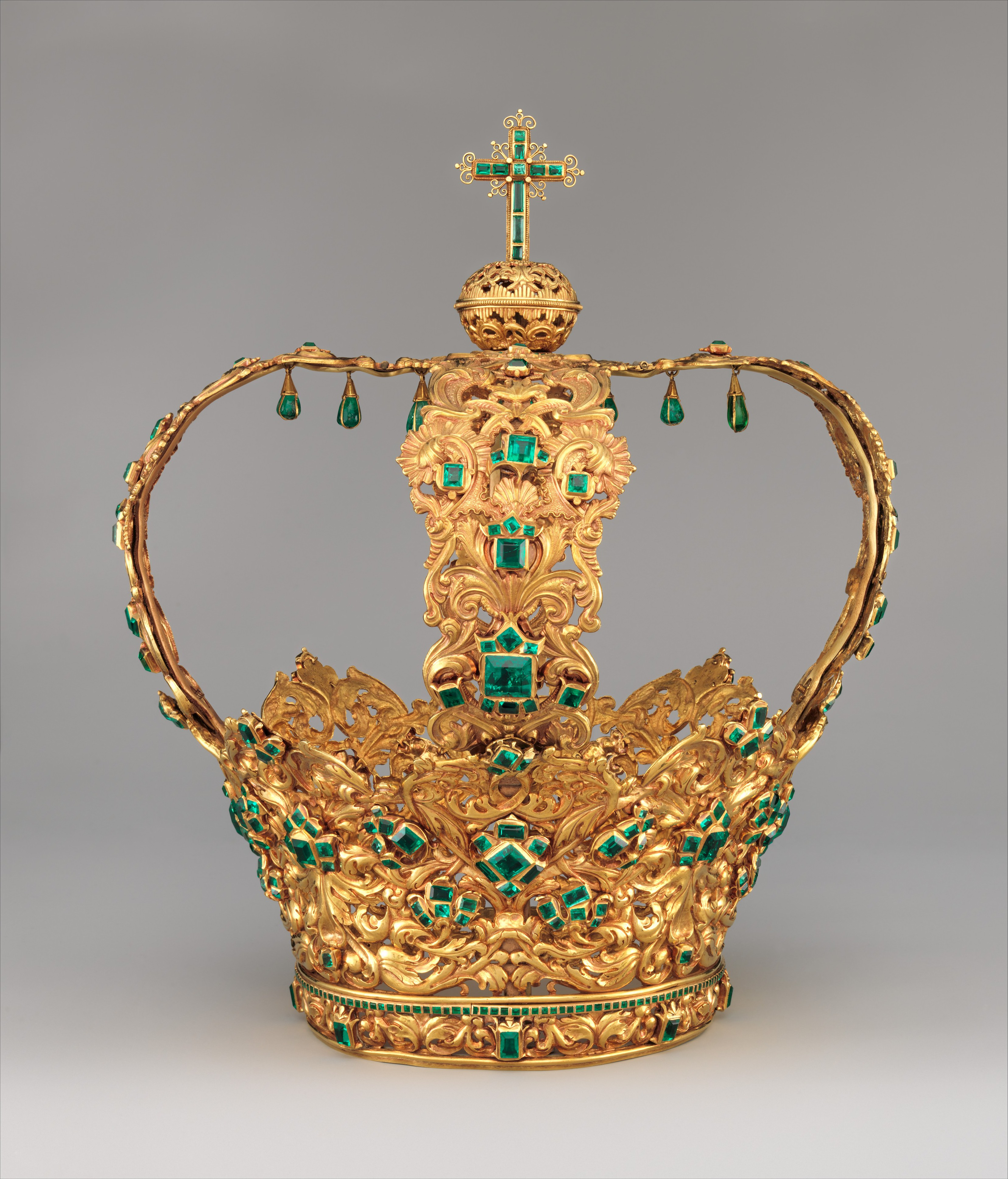
Krone der Anden

Die Krone der Anden oder Krone Unserer Lieben Frau von der Aufnahme in den Himmel von Popayán, spanisch La Corona de los Andes oder La Corona de Nuestra Señora de la Asunción de Popayán, ist eine goldene und mit Smaragden geschmückte Votivkrone, die ursprünglich dem Schmuck der überlebensgroßen Statue der Nuestra Señora de la Asunción de Popayán in der Kathedrale von Popayán, Kolumbien diente.
Die Krone besteht aus mehreren Teilen unterschiedlichen Alters. Der älteste Bestandteil ist das Kreuz an der Spitze, das in das 16. Jahrhundert datiert wird. Der Kronreif wurde um 1660 angefertigt und die Bügel um 1770 zugefügt. 1936 wurde die Krone der Anden an eine Gruppe von Geschäftsleuten in den Vereinigten Staaten verkauft. 2015 wurde sie vom Metropolitan Museum of Art in New York City erworben.

## Beschreibung
Die Krone hat eine Höhe von 34,3 Zentimetern und einen Durchmesser von 33,7 Zentimetern. Sie wiegt 2,18 Kilogramm und besteht aus getriebenem Gold mit 18 bis 22 Karat. Sie ist mit 453 Smaragden unterschiedlicher Qualität verziert, deren Gesamtgewicht 1.523 Karat beträgt. Damit bildet sie die größte und älteste Zusammenstellung von Smaragden auf einem Einzelwerk der Goldschmiedekunst. Der größte Stein, der Atahualpa-Smaragd, hat eine Größe von 15,8 × 16,15 Millimeter bei einem Gewicht von 45 Karat.
Die Bekrönung der Marienstatue in der Kathedrale von Popayán sollte wie im Fall anderer gekrönter Marienbilder die Bedeutung Marias als Königin würdigen. Beispiele für Marientitel, die Maria als Königin bezeichne, sind Königin der Apostel oder Himmelskönigin. Der Kronreif ist mit goldenem Weinlaub verziert, die Smaragde sind jeweils in goldene Blüten als Symbol der Reinheit eingebettet. Die vier Bügel der Krone tragen jeweils drei birnenförmige Anhänger mit Smaragden. Sie treffen in einer Spitze zusammen, auf der sich eine Kugel mit Kreuz als Symbol der Herrschaft Christi über die Welt befindet.

## Geschichte

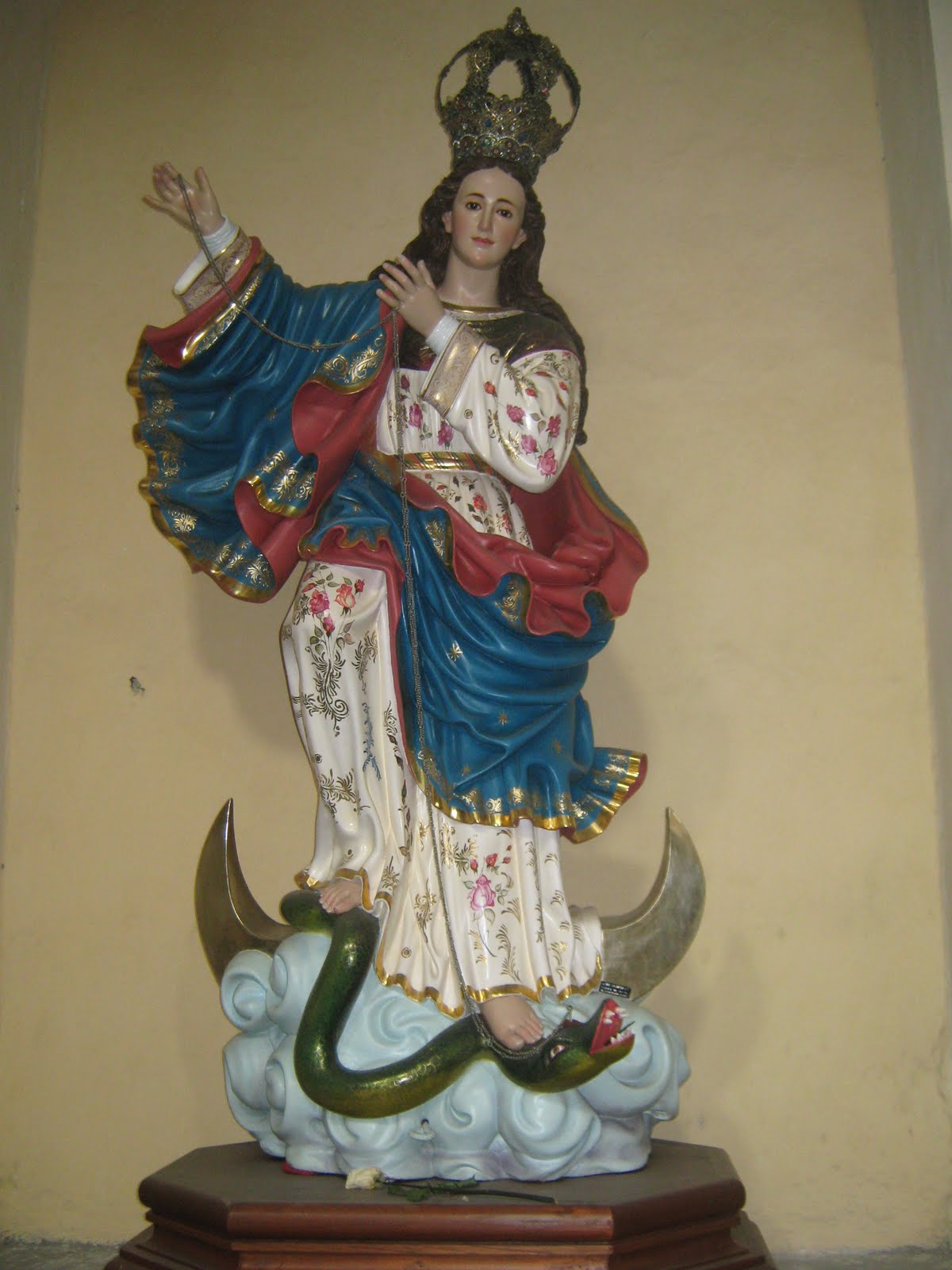
Statue der Nuestra Señora de la Asunción de Popayán (Nachbildung)

Die präkolumbische Kunst Südamerikas brachte eine große Zahl von Goldschmiedearbeiten hervor. Der größte Teil der Objekte ist nach den Plünderungen durch die spanischen Konquistadoren eingeschmolzen und anderweitig genutzt worden. Eine Form der Nutzung der gewonnenen Edelmetalle und Schmucksteine war die Anfertigung kostbarer Sakralkunst wie der Krone der Anden.
Obgleich die Praxis umstritten war, wurden Statuen der Jungfrau Maria häufig mit wertvollen Geschenken, einschließlich Juwelen und kostbaren Gewändern, ausgestattet. Die Gläubigen baten mit derartigen Gaben um die Fürsprache der Gottesmutter oder dankten für Gebetserhörungen. Die Krone der Anden stellt ein herausragendes Beispiel der Goldschmiedekunst einer Region dar, die ihren Wohlstand den Bodenschätzen Gold und Edelsteinen verdankte.
Um die Herkunft der Krone der Anden ranken sich verschiedene Legenden. Die geläufigste Version berichtet, dass die Krone um 1590 zum Dank für die Verschonung der Stadt Popayán von einer Pockenepidemie gestiftet wurde. Örtliche Edelmänner hätten die Krone gestiftet, die an Schönheit, Größe und Wert die Krone jedes regierenden weltlichen Monarchen übertreffen musste, um der Himmelskönigin angemessen zu sein. 1599 fand die feierliche Krönung der Marienstatue in der Kathedrale von Popayán statt. Mehrere Smaragde, darunter als größter der Atahualpa-Smaragd, sollen dem Inkakönig Atahualpa (1497–1533) gehört haben und nach dessen Gefangennahme durch den spanischen Konquistador Francisco Pizarro im Jahr 1532 geraubt worden sein.
Der Sachverständige Christopher Hartop, der die Krone im Vorfeld einer Versteigerung bei Christie’s in New York im Jahr 1995 begutachtete, vertrat die Ansicht, die Krone sei aus Teilen verschiedenen Ursprungs zusammengesetzt. Er datierte das Kreuz an der Spitze der Krone in das 16. Jahrhundert, das Unterteil ain das 17. Jahrhundert und die Bögen mit der das Kreuz tragenden Kugel auf das 18. Jahrhundert. Hartop zufolge entwickelte sich die Krone über einen langen Zeitraum, beginnend um 1599 mit einem goldenen Diadem, das später erweitert und mit Smaragden verziert wurde.
Über Jahrhunderte wurde die Krone alljährlich zu den Feiern der Heiligen Woche in Popayán präsentiert. Aus Sicherheitsgründen soll sie in sechs Teile zerlegt gewesen sein, die bei örtlichen Edelleuten verwahrt waren und nur zu den Feierlichkeiten zusammengefügt wurden. Anfang des 20. Jahrhunderts holte die Laienbruderschaft von der Unbefleckten Empfängnis (Cofradía de la Inmaculada Concepción) als Eigentümerin der Krone die päpstliche Erlaubnis zum Verkauf ein, um mit dem Erlös den Bau eines Waisenhauses, eines Hospitals und eines Altersheims zu finanzieren. Papst Pius X. genehmigte 1914 den Verkauf.
Der russische Zar Nikolaus II. soll daran interessiert gewesen sein, die Krone für die Eremitage in Sankt Petersburg zu erwerben, dazu kam es aber aufgrund des Ersten Weltkriegs, der Oktoberrevolution und der Ermordung der Zarenfamilie nicht. 1915 bemühte sich der in Chicago ansässige Juwelier Warren J. Piper um Mittel für den Kauf der Krone. 1936 wurde sie für 125.000 US-Dollar an eine Gruppe amerikanischer Geschäftsleute um Piper verkauft, die beabsichtigten, die Krone einzuschmelzen und die Schmucksteine einzeln zu verkaufen. In diesem Zusammenhang nannte Piper einen Preis von 3.000 US-Dollar für ein Karat Smaragde und ein Gewicht von insgesamt 1.500 Karat, wobei er die unterschiedliche Qualität der Steine nicht erwähnte. Die Presse kolportierte daraufhin bereitwillig einen Wert von mehreren Millionen US-Dollar, obgleich in den 1930er Jahren nicht einmal eine Million zu erlösen war. Zur Zerstörung der Krone kam es indessen nicht, sie wurde 1936 im New Yorker Hotel Waldorf Astoria und in den folgenden Jahrzehnten wiederholt an verschiedenen Orten ausgestellt. 1937 zeigte General Motors die Krone in Detroit anlässlich der Vorstellung der neuen Modelle des Chevrolet. Bei dieser Gelegenheit soll die Krone von 225.000 Besuchern bestaunt worden sein, etwa 15 Prozent der Bevölkerung der Stadt. Ab 1938 befand sich die Krone im Besitz der Juweliere Oscar Heyman & Brothers in New York City. Weitere Ausstellungen erfolgten zur 1939 New York World’s Fair und 1959 im Royal Ontario Museum.
Am 21. November 1963 wurde die Krone der Anden bei Sotheby’s in London zur Versteigerung angeboten und für 55.000 Pfund Sterling an die Asscher Diamond Company in Amsterdam verkauft, die sie im Auftrag von Oscar Heyman (1888–1970) erwarb. Nach dem Tod Heymans ging die Krone in den Besitz seiner Tochter Alice Heyman über.
Am 20. November 1995 wurde die Krone der Anden von Christie’s in New York mit einem Schätzpreis von drei bis fünf Millionen US-Dollar zur Versteigerung angeboten, blieb aber unverkauft. Zuvor wurde die Krone der Anden im Rahmen einer Welttournee auf mehreren Kontinenten präsentiert, mit Stationen in London, Madrid, Hong Kong, Tokio und Mexiko-Stadt. Die Krone blieb im Besitz von Alice Heyman und wurde von Oktober 2009 bis Januar 2010 in einer Sonderausstellung des Indianapolis Museum of Art mit Werken lateinamerikanischer sakraler Kunst gezeigt. Das Metropolitan Museum of Art gab im Dezember 2015 den Erwerb der Krone bekannt, ungenannte Quellen nannten einen Kaufpreis von 2,5 Millionen US-Dollar.

Krone der Anden
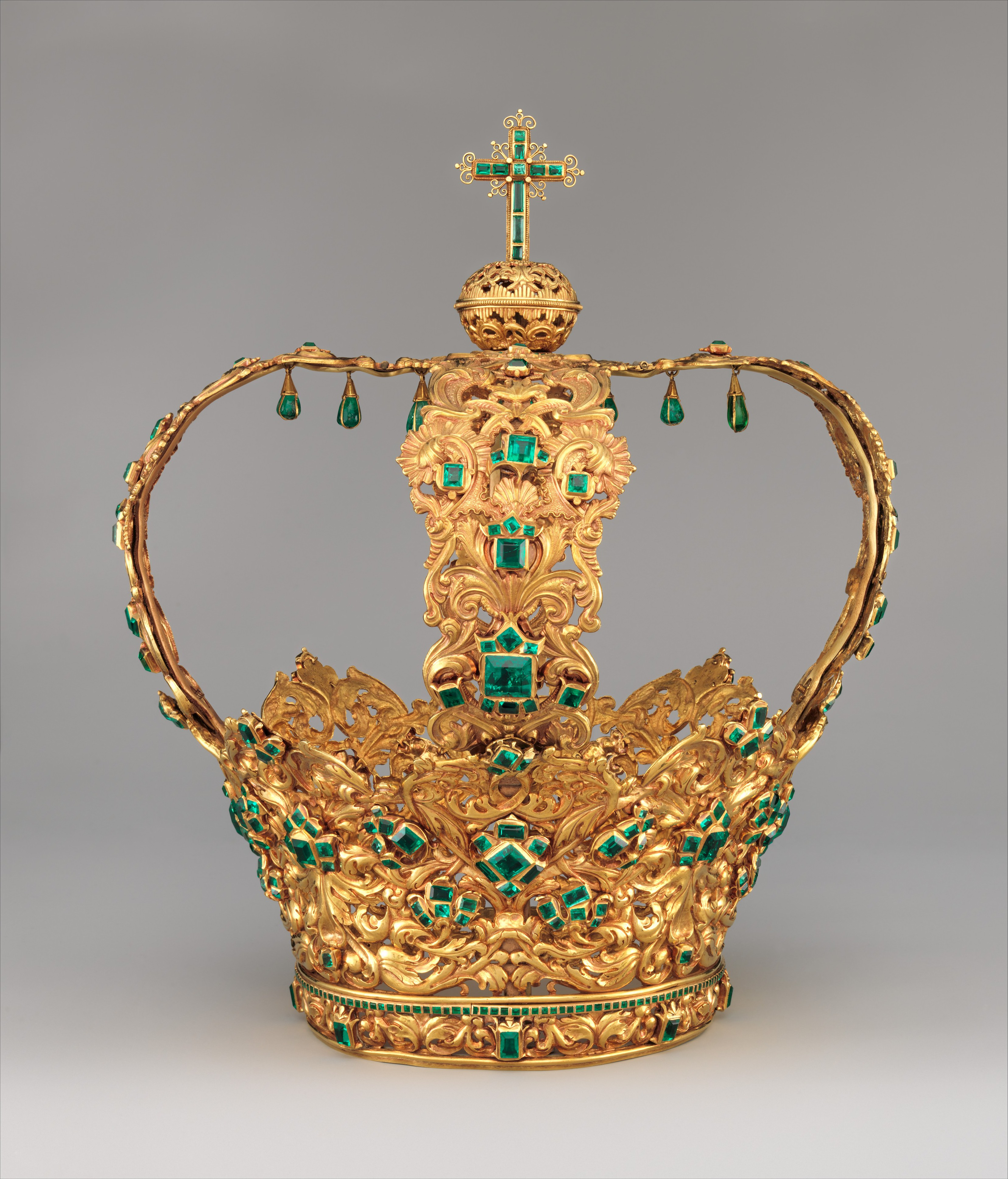
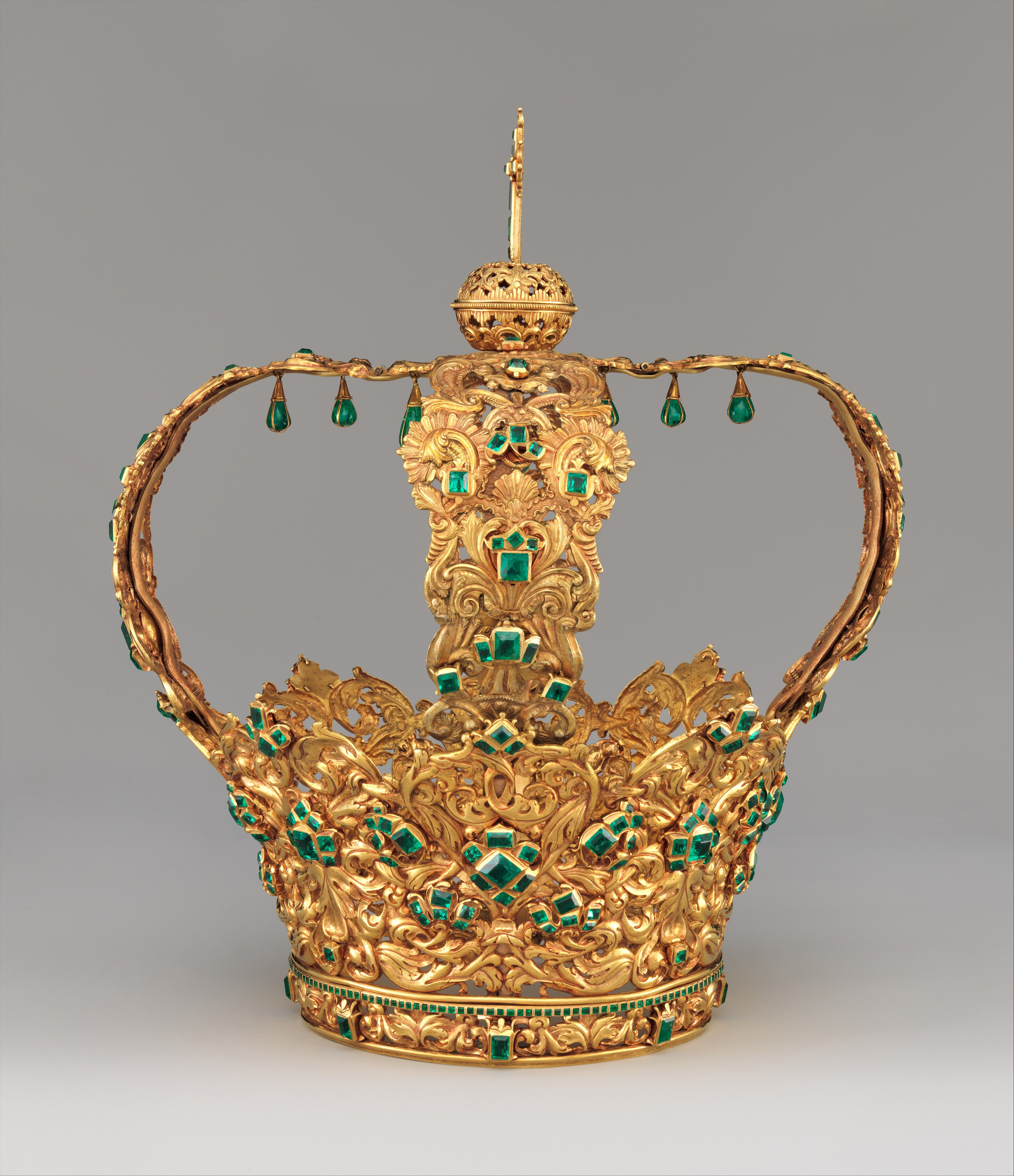
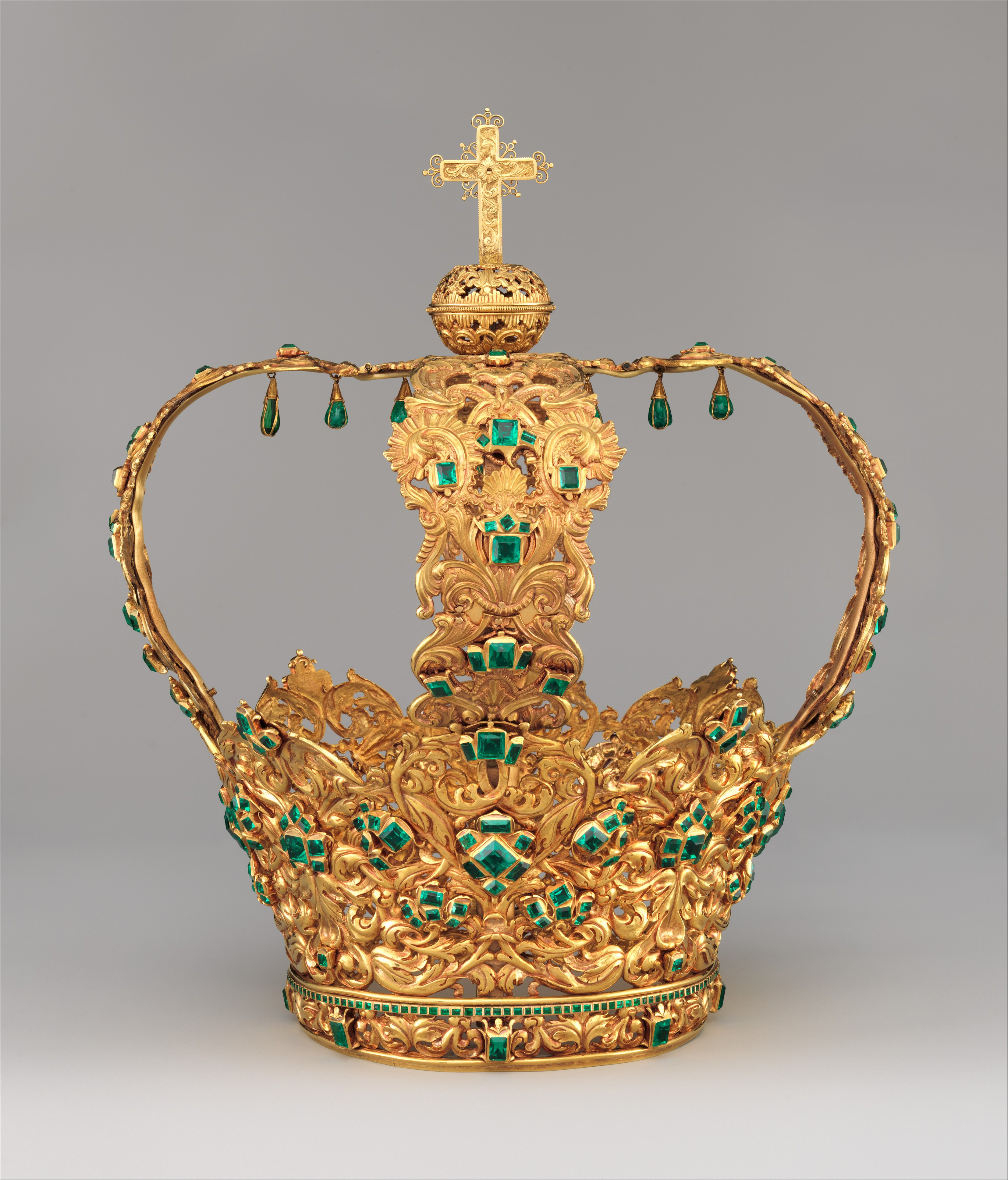
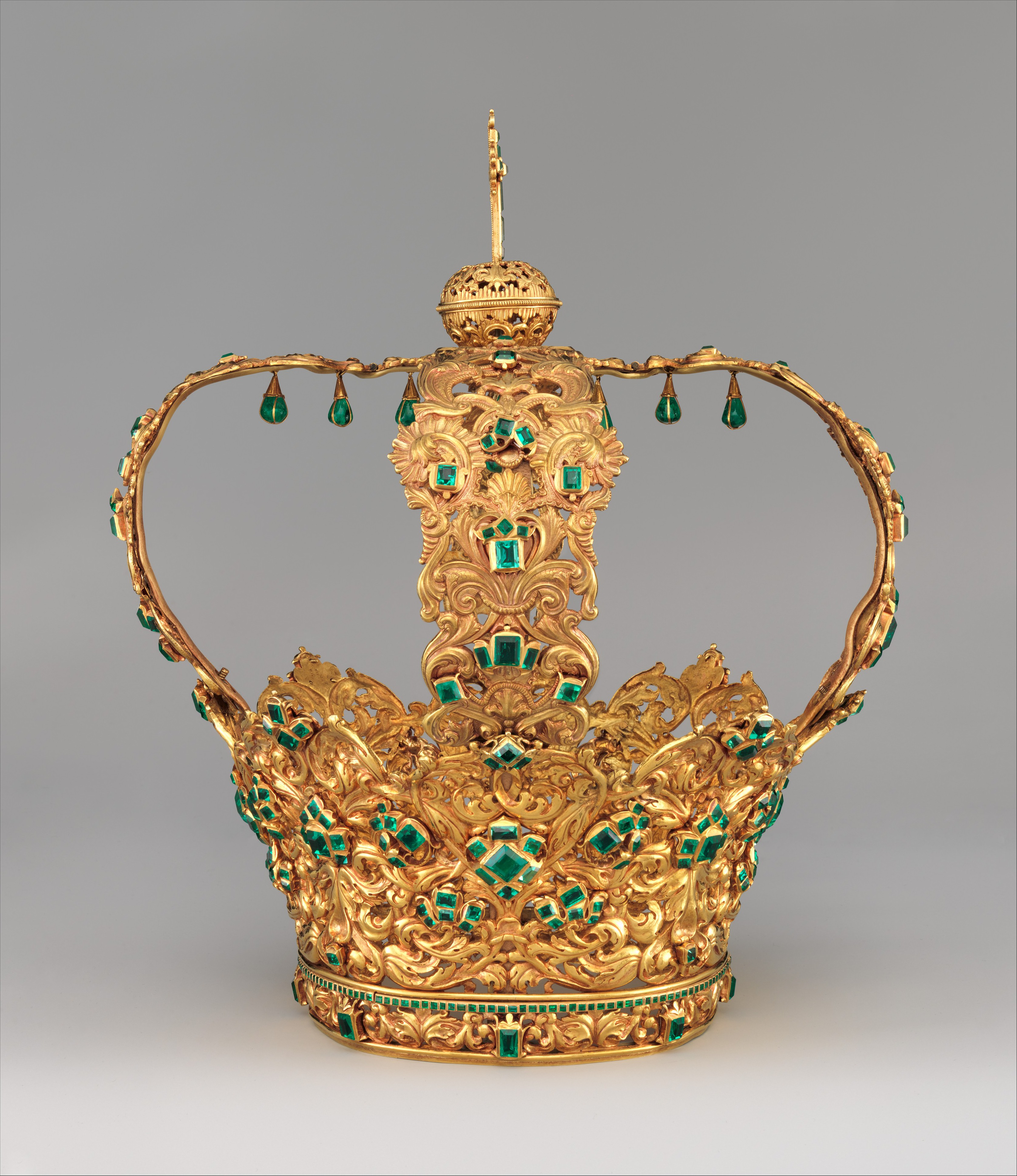

## Provenienz
- Laienbruderschaft von der Unbefleckten Empfängnis an der Kathedrale von Popayán, Kolumbien (bis 1914);
- Tomás Olano y Hurtado, Popayán, Syndikus der Bruderschaft;
- Manuel José Olano, Popayán (Sohn des vorgenannten, bis 1936);
- Warren G. Piper, Juwelier, Chicago (als Mitglied einer Investorengruppe, bis 1938);
- Oscar Heyman & Brothers, Juweliere, New York City (bis 1963);
- Sotheby’s, London (verkauft am 21. November 1963);
- Asscher Diamond Company, Amsterdam (Erwerb bei Sotheby’s für Oscar Heyman)
- Oscar Heyman, New York City (1888–1970);
- Alice Heyman (Tochter des Vorgenannten, bis 2015);
- Metropolitan Museum of Art, New York City.[1]